# Spørgeskemasystem
 Der er for få eller ingen kildehenvisninger i denne artikel, hvilket er et problem. Du kan hjælpe ved at angive troværdige kilder til de påstande, som fremføres i artiklen.

Softwareprogrammer, der er designet med henblik på udarbejdelse og gennemførelse af spørgeskemaundersøgelser, kaldes under tiden for spørgeskemasystemer. I programmet kan brugere håndtere hele processen fra oprettelse og design af spørgeskemaer, håndtering af respondenter, distribution af spørgeskemaer over nettet, indsamling og lagring af svar. I nogle tilfælde er det desuden muligt at analysere og rapportere sammenhænge og univariate konklusioner, men typisk udtrækker man et datasæt, der behandles i statistikprogrammer såsom Excel, R, SAS eller STATA.
| Samfundsvidenskab | Spire Denne artikel om samfundsvidenskab er en spire som bør udbygges. Du er velkommen til at hjælpe Wikipedia ved at udvide den. |